# Fonds municipal d'art contemporain de Genève
Pour les articles homonymes, voir FMAC.
 (septembre 2023).
Le Fonds municipal d’art contemporain de la Ville de Genève (FMAC) est un organisme genevois voué à l'art contemporain. Il a été créé en 1950 sous le nom de Fonds municipal de décoration, puis rebaptisé FMAC en 1997. 

## Activités
Ce fonds soutient, encourage et promeut la création dans le domaine des arts plastiques à Genève. Il achète ou commande des œuvres, organise des concours d’art public et subventionne la réalisation de projets d’artistes actifs à Genève. Depuis sa création, le FMAC a acquis plus de 4 300 œuvres mobiles (peintures, dessins, estampes, photographies, sculptures, installations, etc.) et piloté la réalisation de plus de 300 interventions artistiques sur l’architecture et dans l’espace public.
Le fonds a son siège dans les locaux du musée d'art moderne et contemporain (MAMCO). Les deux institutions sont inscrites comme biens culturels d'importance nationale.

## Publications
- Joseph G. Cecconi (dir.), Stefania De Cupis (dir.) et Régis Chamberlin (dir.), Fonds d'art contemporain de la Ville de Genève, Genève, Fonds d'art contemporain et La Baconnière, 2005, LXIV + 349 – Collection 1991-2003 du périodique du même nom

- Valérie Muller (réd.), Jérôme Baratelli (conception et réalisation graphique) et al., Une ville collectionne : 1950-1990, Genève, Fonds municipal de décoration, 1992, 381 p.

- Laurence Chauvy, « Fonds municipal de décoration genevois : un premier inventaire complet », Information OEV mensuel, no 3,‎ 1992, p. 13-14

- Ville de Genève 1975-1982 : acquisitions du Fonds municipal de décoration, Genève, Service immobilier, 1982, 89 p.

- Ville de Genève, Bilan du premier quart de siècle du fonds municipal de décoration : 1950-1975, Genève, Service immobilier de la Ville, 1976, 64 p.

## Œuvres (sélection)
- Robert Nicoïdski, Les orgues, sculpture-fontaine, espace public, 1, avenue d'Aire, Genève.